# Schickel
Schickel is een historisch merk van motorfietsen.
De bedrijfsnaam was Schickel Motor Co., Stamford (Connecticut).
Schickel was een Amerikaans merk dat van 1912 tot 1915 een bijzondere motorfiets bouwde met lichtmetalen frame, waarbij de tank ingegoten was. Ook de motor was apart: een luchtgekoelde 648 cc tweetakt.